# Gardinia
Gardinia é um gênero de traça pertencente à família Arctiidae.